# Wigginton (Yorkshire du Nord)
Pour les articles homonymes, voir Wigginton.
Wigginton est un village et une paroisse civile du Yorkshire du Nord, en Angleterre. Il est situé à environ six kilomètres au nord de la ville d'York. Administrativement, il relève de l'autorité unitaire de la Cité d'York. Au recensement de 2011, il comptait 3 610 habitants.

## Description
Jusqu'en 1996, Wigginton appartenait au district de Ryedale.